# Trophées de la RLIF
Les trophées de la RLIF (RLIF Awards) ont été mis en place par Rugby League International Federation (RLIF); à partir de 2004 toute une série de trophées annuels sont remis aux meilleurs acteurs du monde du rugby à XIII.
Parmi les titres décernés, on retrouve le meilleur arbitre, entraîneur, joueur des nations en développement (dans le monde du rugby à XIII), nouvel international, capitaine et équipe de l'année. Enfin le palmarès du meilleur botteur de l'année a été repris pour désigner le meilleur joueur de l'année.
À compter de l'année 2015, la RLIF décide de refondre complètement le système d'attribution des trophées. Par conséquent, jusqu'à la prochaine Coupe du monde 2017, une réflexion est mise en place et aucun trophée n'est attribué.

## Rugby League World Golden Boot Award
Le meilleur botteur (Golden boot) désigne le meilleur joueur de l'année auprès des journalistes spécialisés. Ce trophée a été créé en 1985, et a été repris au palmarès des RLIF Awards de 2004 à 2006 pour désigner le meilleur joueur de l'année. À partir de 2008, la RLIF créé le prix du joueur international de l'année. Le prix du Golden Boot est toujours décerné mais n'est pas reconnu par la RLIF.
- 2004  Andrew Farrell
- 2005  Anthony Minichiello
- 2006  Darren Lockyer
- 2007  Cameron Smith

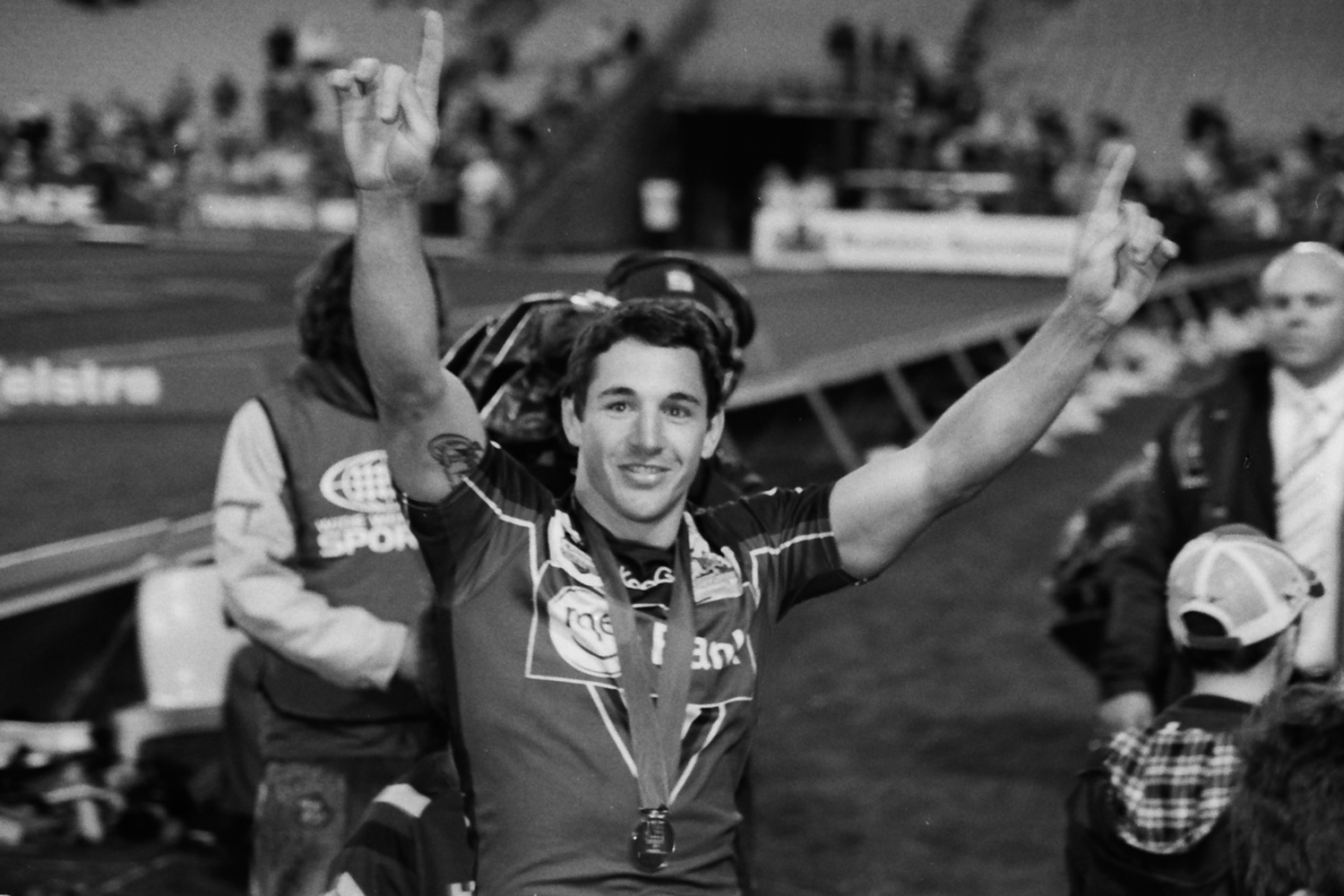
2008  Billy Slater
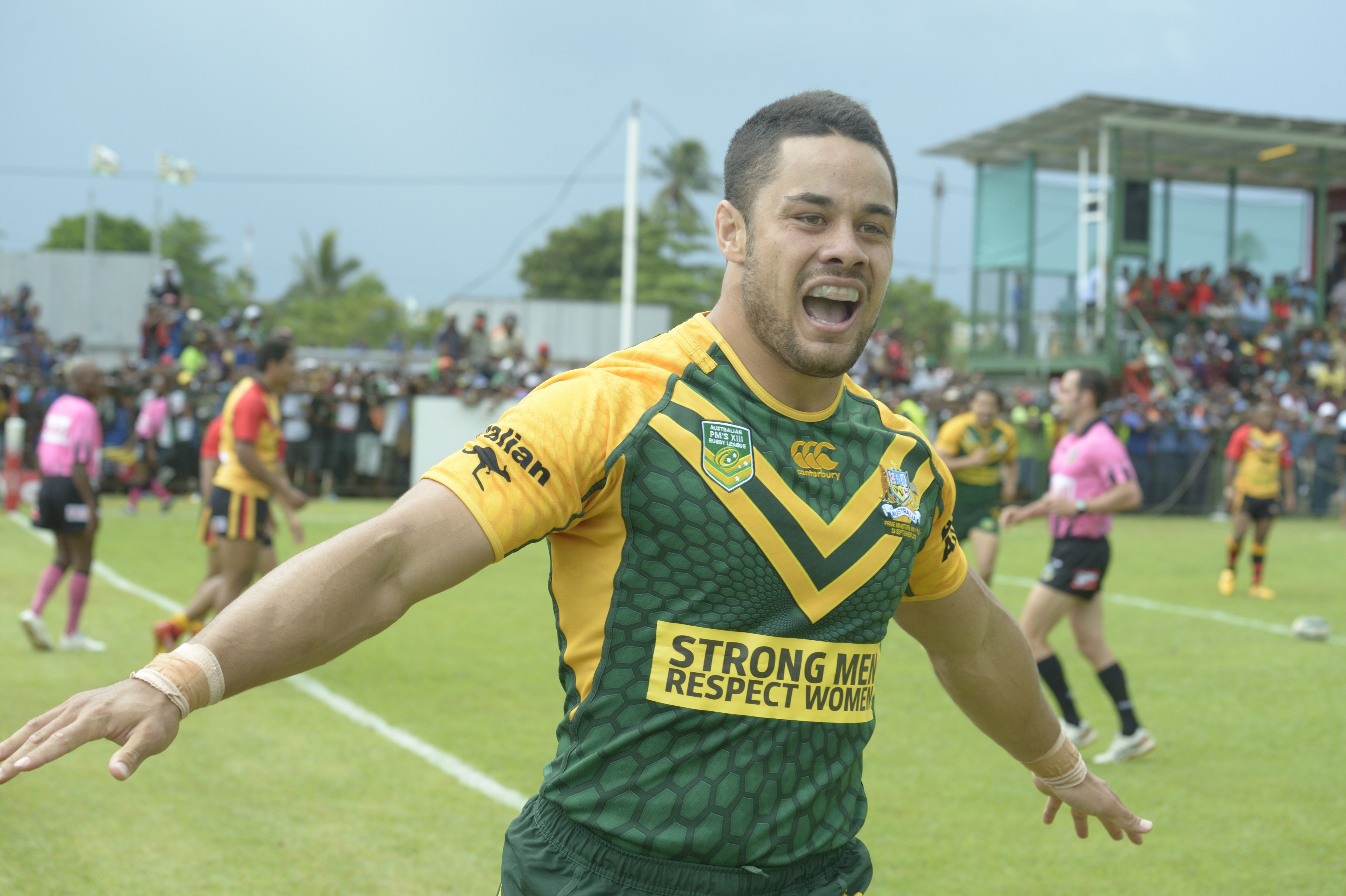
2009 Jarryd Hayne
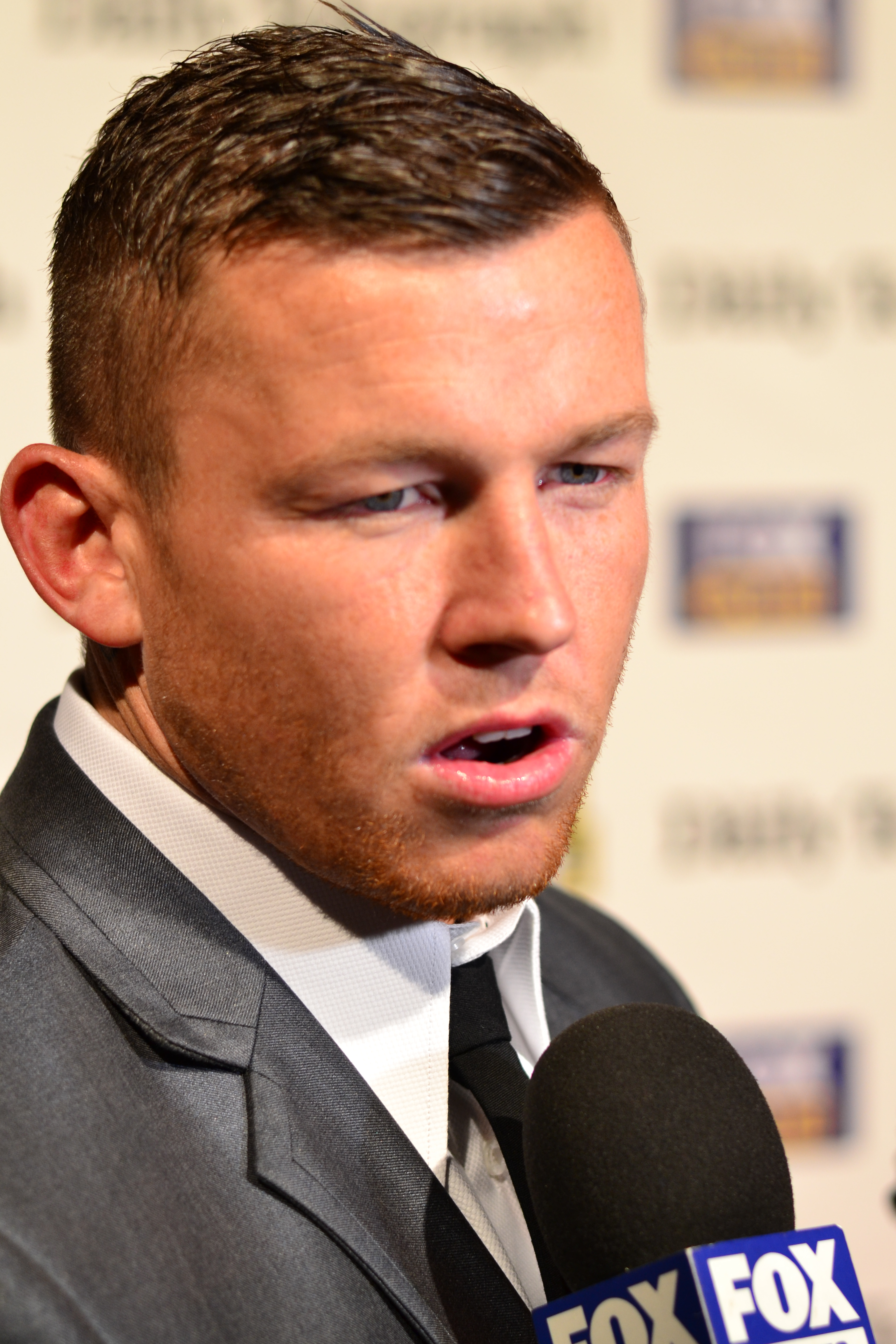
2010 Todd Carney
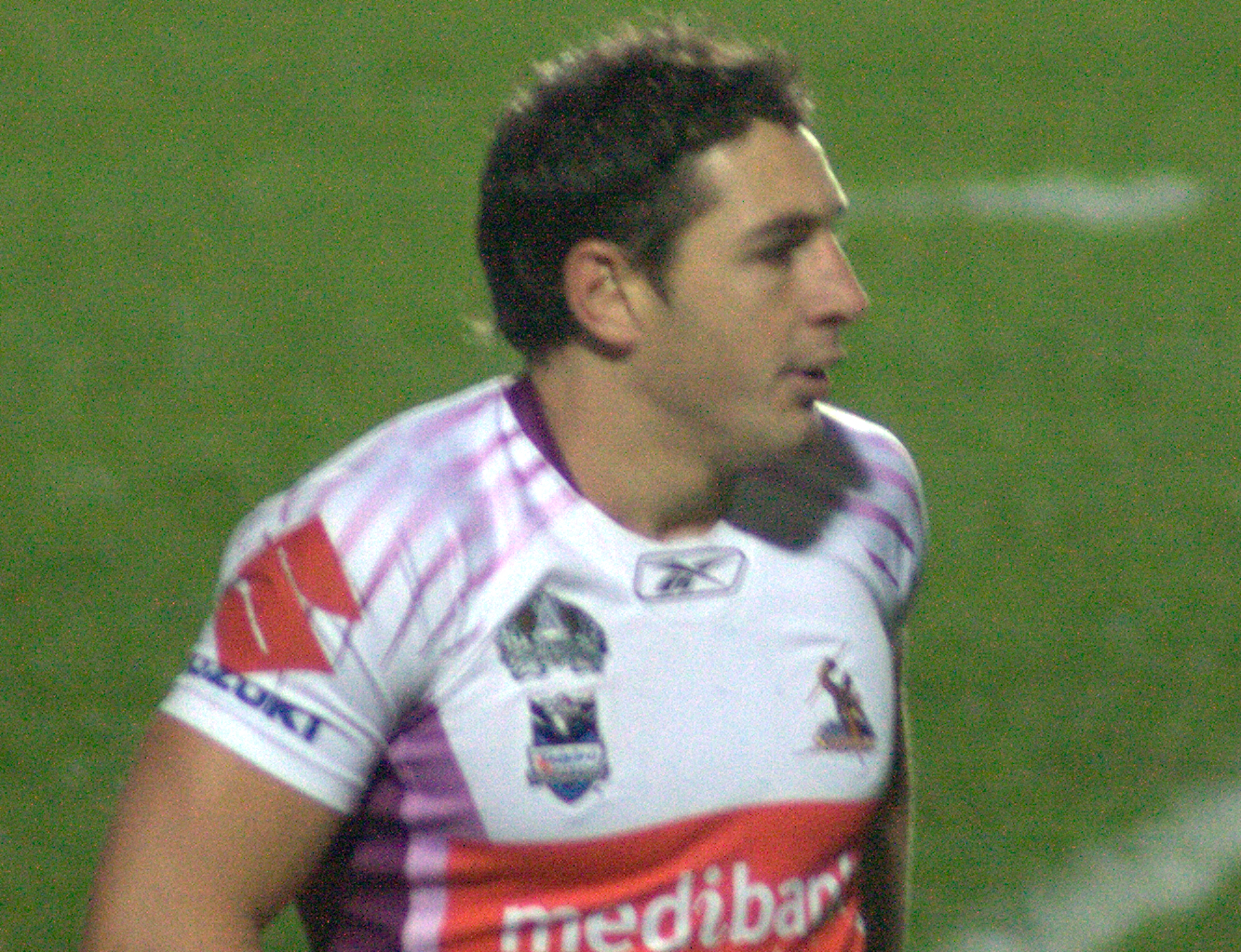
2011 Billy Slater
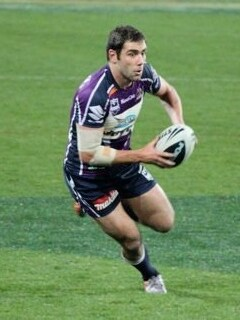
2012 Cameron Smith
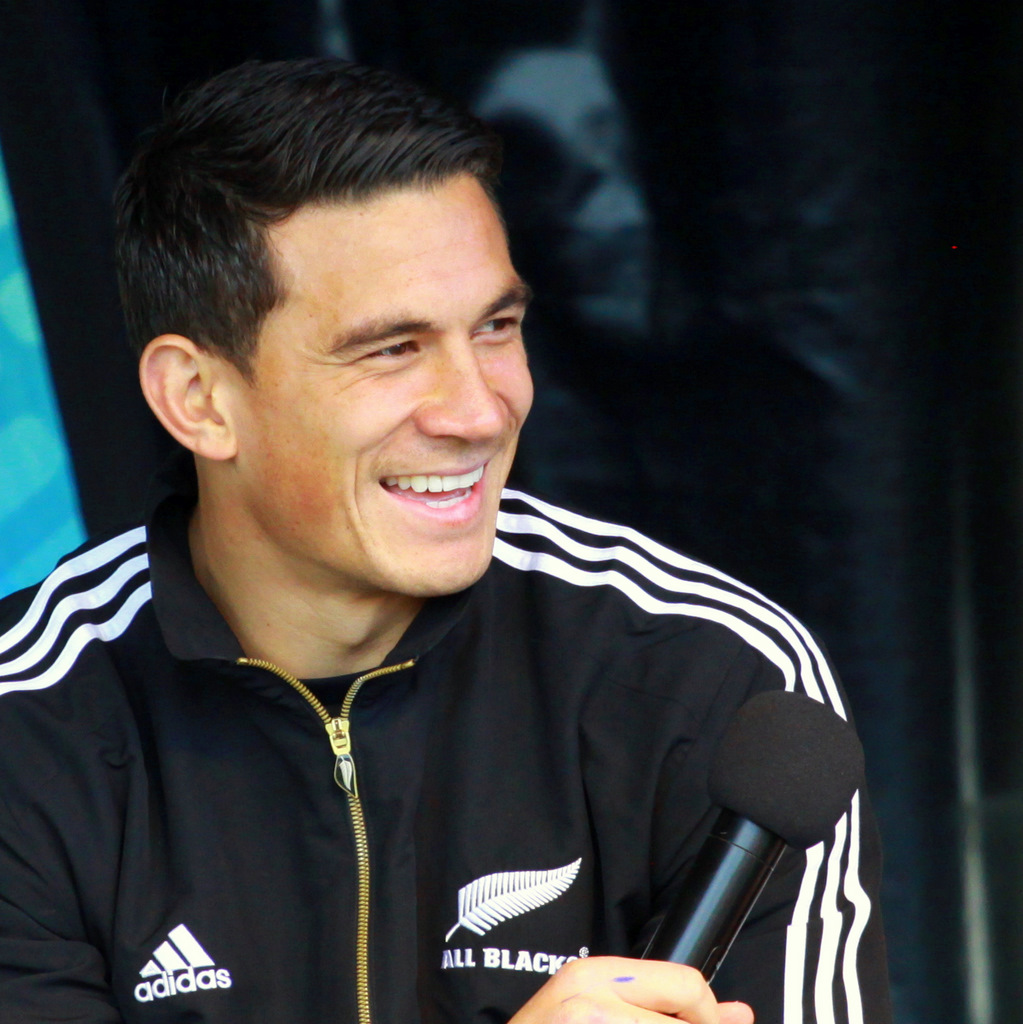
2013 Sonny Bill Williams
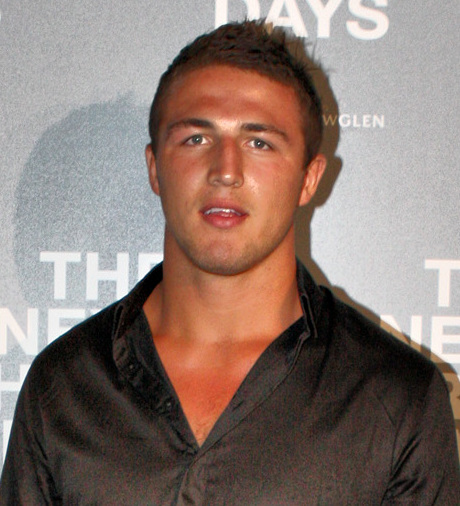
2014 Sam Burgess

- 2009  Greg Inglis
- 2010  Benji Marshall
- 2011  Johnathan Thurston
- 2012  Kevin Sinfield
- 2013  Johnathan Thurston
- 2014  Shaun Johnson
- 2015  Johnathan Thurston

## Joueur international de l'année
- 2008
 Billy Slater
- 2009
 Jarryd Hayne
- 2010
 Todd Carney
- 2011
 Billy Slater
- 2012
 Cameron Smith
- 2013
 Sonny Bill Williams
- 2014
 Sam Burgess

## Entraîneur international de l'année
- 2004  Brian Noble, Grande-Bretagne
- 2005  Wayne Bennett, Australie
- 2006  Brian McClennan, Nouvelle-Zélande
- 2007  Tony Smith, Grande-Bretagne
- 2008  Des Hasler, Manly Sea Eagles
- 2009  Craig Bellamy, Melbourne Storm et New South Wales Blues
- 2010  Wayne Bennett, St George Illawarra Dragons
- 2011  Des Hasler, Manly Sea Eagles
- 2012  Craig Bellamy, Melbourne Storm
- 2013  Trent Robinson, Sydney Roosters
- 2014  Michael Maguire , South Sydney Rabbitohs

## Rookie de l'année
- 2008  Israel Folau, Melbourne Storm  et Australie
- 2009  Ryan Hall, Leeds Rhinos et Angleterre
- 2010  Sam Tomkins, Wigan Warriors et Angleterre
- 2011  Jharal Yow Yeh, Brisbane Broncos et Australie
- 2012  Shaun Johnson, New Zealand Warriors et Nouvelle-Zélande
- 2013  George Burgess, South Sydney Rabbitohs et Angleterre

## Meilleur arbitre international de l'année
- 2004  Russell Smith
- 2005  Tim Mander
- 2006  Ashley Klein
- 2007  Tony Archer
- 2008  Tony Archer
- 2009  Shayne Hayne
- 2011  Tony Archer
- 2012  Ben Cummins
- 2013  Ben Cummins

## Prix RLIF de l'esprit du rugby à XIII
- 2008  Paul Barrière
- 2009  Ken Arthurson
- 2010  Ron McGregor
- 2011  David Oxley
- 2013  Maurice Oldroyd

## Anciennes récompenses

### Nouvel international de l'année
- 2004 Sonny Bill Williams, Nouvelle-Zélande
- 2005 Manu Vatuvei, Nouvelle-Zélande
- 2006 Greg Inglis, Australie
- 2007 Israel Folau, Australie

### Joueur de l'année des nations en développement
- 2004 Jamal Fakir, France
- 2005 Jamal Fakir, France
- 2006 Wes Naiqama, Fidji
- 2007 George Ndaira, Liban

### Meilleur arrière de l'année
- 2004 Darren Lockyer, Australie
- 2005 Anthony Minichiello, Australie
- 2006 Darren Lockyer, Australie
- 2007 Johnathan Thurston, Australie

### Meilleur avant de l'année
- 2004 Andrew Farrell, Angleterre
- 2005 Stuart Fielden, Angleterre
- 2006 Jamie Peacock, Angleterre
- 2007 Jamie Peacock, Angleterre